# Linnaea
- Commons
- Wikispecies

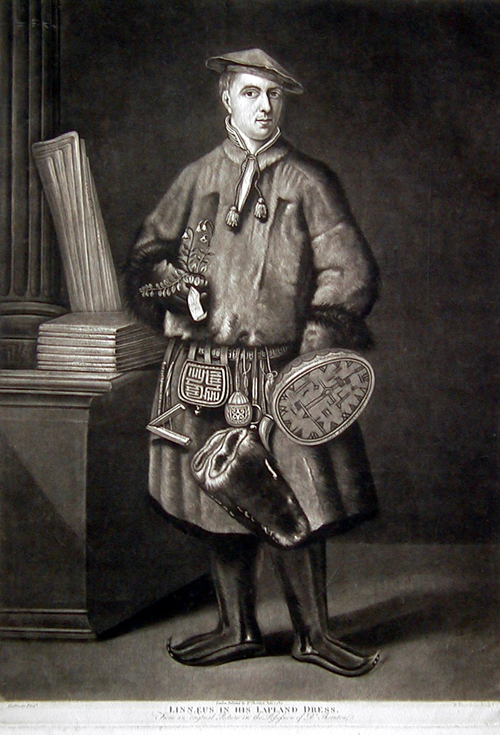
Carl Linnaeus

Linnaea L. é um gênero botânico pertencente a família das Linnaeaceae. Na classificação Sistema de Cronquist este gênero é da família das Caprifoliaceae.
É um gênero constituido por uma única espécie: Linnaea borealis.
É uma planta herbácea de hastes delgadas, rasteiras, com 20 a 40 cm de comprimento. As folhas são ovadas, opostas, perenes com 3 a 10 mm de comprimento e 2 a 7 mm de largura. A floração ocorre em duas hastes eretas e ascendentes de 4 a 8 cm, cada uma com uma flor pendente, de forma tubular ou de sino, aromática, com 7 a 12 mm de comprimento. A coloração da flor é rosa pálido com uma corola de cinco lóbulos.
É uma espécie característica das florestas boreais, principalmente da canadense. É bastante comum na Lapônia e em certas monhanhas glaciais da Europa. É uma planta rara e protegida na França, encontrada apenas em algumas localidades dos Alpes. Também é encontrada no Japão e na América do Norte (no norte da Califórnia, no oeste do Arizona e nas montanhas do leste do Tennessee).
O gênero foi nomeado em homenagem a Carolus Linnaeus por Jan Frederik Gronovius. Diz-se ter sido a planta favorita de Linnaeus. A flor é o símbolo da província de Småland, na Suécia, onde nasceu Linnaeus.

## Principais subespécies
- Linnaea borealis subsp. borealis - Europa
- Linnaea borealis subsp. americana - América do Norte
- Linnaea borealis subsp. longiflora - Ásia

## Classificação do gênero
| Sistema | Classificação                        | Referência               |
| ------- | ------------------------------------ | ------------------------ |
| Linné   | Classe Didynamia, ordem Angiospermia | Species plantarum (1753) |